# Dūlāmā
Dūlāmā (persiska: دولاما) är en ort i Iran.   Den ligger i provinsen Västazarbaijan, i den nordvästra delen av landet, 600 km väster om huvudstaden Teheran. Dūlāmā ligger 1 285 meter över havet och antalet invånare är 321.
Terrängen runt Dūlāmā är kuperad åt sydväst, men åt nordost är den platt. Runt Dūlāmā är det ganska tätbefolkat, med 185 invånare per kvadratkilometer. Närmaste större samhälle är Bārān Dūz, 13,6 km väster om Dūlāmā. Trakten runt Dūlāmā består till största delen av jordbruksmark.